# Liz Shimek
Elizabeth Ann Shimek, coniugata Moeggenberg, detta Liz (Empire, 25 maggio 1984), è un'ex cestista statunitense, professionista nella WNBA.

## Carriera
È stata selezionata dalle Phoenix Mercury al secondo giro del Draft WNBA 2006 (18ª scelta assoluta).